# Liste de jeux WizardWorks Software
La liste de jeux WizardWorks Software répertorie les jeux développés, produits et édités par WizardWorks Software.

## Liste de jeux
| Jeux                                                                                             | année | Rôle                |
| ------------------------------------------------------------------------------------------------ | ----- | ------------------- |
| Fun Pack                                                                                         | 1990  | Éditeur             |
| Advanced Dungeons & Dragons Collectors Edition: Heroes Of The Lance, Dragons Of Flame & Hillsfar | 1990  | Développeur/Éditeur |
| Phantasie III: The Wrath of Nickademus                                                           | 1991  | Éditeur             |
| Treasures of the Savage Frontier                                                                 | 1993  | Éditeur             |
| Blake Stone: Aliens of Gold                                                                      | 1993  | Éditeur             |
| Duke Nukem II                                                                                    | 1993  | Éditeur             |
| Advanced Dungeons & Dragons Collector's Edition                                                  | 1994  | Éditeur             |
| Advanced Dungeons & Dragons Collector's Edition Vol. 2                                           | 1994  | Éditeur             |
| Advanced Dungeons & Dragons Collector's Edition Vol. 3                                           | 1994  | Éditeur             |
| Black Knight: Marine Strike Fighter                                                              | 1994  | Développeur         |
| Secret of the Silver Blades                                                                      | 1995  | Éditeur             |
| Miracle World: Fushigi no Kuni no IQ Meiro                                                       | 1995  | Éditeur             |
| Skunny                                                                                           | 1995  | Éditeur             |
| H!Zone                                                                                           | 1996  | Éditeur             |
| D!Zone                                                                                           | 1996  | Éditeur             |
| Dive: The Conquest of Silver Eye                                                                 | 1996  | Éditeur             |
| Duke!Zone for Duke Nukem 3D                                                                      | 1996  | Éditeur             |
| Prime Target                                                                                     | 1996  | Développeur         |
| Sportman's Paradise                                                                              | 1996  | Éditeur             |
| W!Zone                                                                                           | 1996  | Éditeur             |
| W!Zone: Retribution                                                                              | 1996  | Développeur/Éditeur |
| Casper: The Interactive Adventure                                                                | 1997  | Éditeur             |
| Duke: The Apocalypse                                                                             | 1997  | Éditeur             |
| Duke!Zone II                                                                                     | 1997  | Développeur/Éditeur |
| Duke Xtreme                                                                                      | 1997  | Éditeur             |
| Duke Assault                                                                                     | 1997  | Développeur/Éditeur |
| Duke It Out In D.C.                                                                              | 1997  | Éditeur             |
| Damage Incorporated                                                                              | 1997  | Éditeur             |
| Duke Caribbean: Life's a Beach                                                                   | 1997  | Éditeur             |
| Duke: Nuclear Winter                                                                             | 1997  | Éditeur             |
| Cryptic Passage for Blood                                                                        | 1997  | Éditeur             |
| Chasm: The Rift                                                                                  | 1997  | Éditeur             |
| Deer Hunter                                                                                      | 1997  | Éditeur             |
| Entombed Enhanced                                                                                | 1997  | Éditeur             |
| Stargunner                                                                                       | 1997  | developer           |
| Q!Zone                                                                                           | 1997  | Développeur/Éditeur |
| X-Men: The Ravages of Apocalypse                                                                 | 1997  | Éditeur             |
| Baseball Mogul 99                                                                                | 1998  | Éditeur             |
| Carnivores (series)                                                                              | 1998  | Éditeur             |
| Chess Wars: A Medieval Fantasy                                                                   | 1998  | Éditeur             |
| Claw                                                                                             | 1998  | Éditeur             |
| Damage Incorporated                                                                              | 1998  | Éditeur             |
| Deer Hunter 2                                                                                    | 1998  | Éditeur             |
| Deep Sea Trophy Fishing                                                                          | 1998  | Développeur         |
| Fisherman's Paradise                                                                             | 1998  | Éditeur             |
| Montezuma's Return                                                                               | 1998  | Éditeur             |
| StarCraft: Retribution                                                                           | 1998  | Éditeur             |
| Pro Bass Fishing                                                                                 | 1998  | Développeur         |
| Rocky Mountain Trophy Hunter                                                                     | 1998  | Éditeur             |
| Sporting Clays                                                                                   | 1998  | Éditeur             |
| Emergency: Fighters for Life                                                                     | 1998  | Éditeur             |
| Quake Resurrection Pack                                                                          | 1998  | Développeur         |
| Buckmasters Top Bow Championship                                                                 | 1999  | Éditeur             |
| Deer Hunter 3                                                                                    | 1999  | Développeur/Éditeur |
| Harley-Davidson: Race Across America                                                             | 1999  | Éditeur             |
| Rocky Mountain Trophy Hunter II                                                                  | 1999  | Développeur/Éditeur |
| Championship Pool                                                                                | 1999  | Développeur/Éditeur |
| Innova Disc Golf                                                                                 | 1999  | Éditeur             |
| Rocky Mountain Trophy Hunter                                                                     | 1999  | Éditeur             |
| FunPack 3D                                                                                       | 1999  | Éditeur             |
| Great Jigsaw Puzzles                                                                             | 1999  | Éditeur             |
| Wal-Mart FLW Tour Tournament 2000                                                                | 2000  | Éditeur             |
| Bird Hunter: Wild Wings                                                                          | 2000  | Éditeur             |
| Total Adrenaline Drag Racing                                                                     | 2000  | Éditeur             |
| Emergency Rescue: Firefighters                                                                   | 2000  | Éditeur             |
| Deer Hunter 2: Monster Buck Pack                                                                 | 2000  | Éditeur             |
| Swamp Buggy Racing                                                                               | 2000  | Éditeur             |
| Dirt Track Racing                                                                                | 2000  | Éditeur             |
| Deer Hunter 3 Gold                                                                               | 2000  | Éditeur             |
| Great White Hunter                                                                               | 2000  | Éditeur             |
| High Impact Paintbal                                                                             | 2000  | Éditeur             |
| Beach Head 2000                                                                                  | 2000  | Éditeur             |
| Buckmasters Deer Hunting                                                                         | 2000  | Éditeur             |
| Rocky Mountain Trophy Hunter III: Trophies                                                       | 2000  | Éditeur             |
| Dirt Track Racing: Sprint Cars                                                                   | 2000  | Éditeur             |
| Harley Davidson: Race Across America                                                             | 2000  | Éditeur             |
| 911 Fire Rescue                                                                                  | 2001  | Éditeur             |
| Real Dominoes                                                                                    | 2001  | Éditeur             |
| Deer Hunter 4                                                                                    | 2001  | Éditeur             |
| Shark! Hunting the Great White                                                                   | 2001  | Éditeur             |
| Robot Arena                                                                                      | 2001  | Éditeur             |
| Pearl Harbor: Defend the Fleet                                                                   | 2001  | Éditeur             |
| B-17 Gunner: Air War Over Germany                                                                | 2001  | Éditeur             |
| Leadfoot                                                                                         | 2001  | Éditeur             |
| Season Ticket Basebal                                                                            | 2001  | Éditeur             |
| Deer Hunter 5: Tracking Trophies                                                                 | 2001  | Éditeur             |
| Dirty Dozen XL                                                                                   | 2001  | Éditeur             |
| Police: Tactical Training                                                                        | 2001  | Éditeur             |
| Real Poker: Wild West                                                                            | 2002  | Éditeur             |
| M4: Operation Tiger Hunt                                                                         | 2002  | Éditeur             |
| Team DK BMX                                                                                      | 2003  | Éditeur             |